# Carl Adolf Engström
Carl Adolf Engström, född 17 februari 1855 i Vörå, död  19 juni 1924 i Helsingfors, var en finlandssvensk ingenjör, bergsråd och företagsledare.
Carl Adolf Engström gick Svenska normallyceet i Helsingfors och blev student år 1874. Han utexaminerades som maskiningenjör från Polytekniska skolan år 1877. Engström praktiserade utomlands i Sverige, Tyskland och USA.
Engström var i järnvägens tjänst i Finland åren 1884-89. Därefter jobbade han som teknisk ledare för Aktiebolaget Granit i Hangö en tid innan han återvände till statens järnväg 1895-1900. År 1900 efterträdde han Edvin Bergroth som chef för Sandvikens Skeppsdocka och Mekaniska Verkstad, där han verkade framgångsrikt till år 1919. Aktiekapitalet steg under hans tid från 500,000 mark till 6 miljoner mark. 
Engström var 1911-1919 ordförande i Finska metallindustrins arbetsgivareförbund. Han fungerade som stadsfullmäktig i Helsingfors i nio år. Han erhöll titeln bergsråd år 1917.
Engström var gift med Eva Carolina Jansson. Deras son stupade 1919 i frihetskriget.